# ایگور راکوچویچ
ایگور راکوچویچ (سیریلیک صربی: Игор Ракочевић؛ زادهٔ ۲۹ مارس ۱۹۷۸) بازیکن بسکتبال اهل صربستان است.
از باشگاه‌هایی که در آن بازی کرده‌است می‌توان به باشگاه بسکتبال والنسیا، مینه‌سوتا تیمبرولوز، باشگاه بسکتبال ستاره سرخ بلگراد، باشگاه ورزشی افس پیلسن، باشگاه بسکتبال رئال مادرید، و باشگاه بسکتبال ساسکی باسکونیا اشاره کرد.
وی در مسابقات کشوری و بین‌المللی در مجموع برندهٔ ۳ مدال طلا، ۳ مدال برنز شده‌است.